# Zastava M59/66
Zastava M59/66 je poluautomatska puška jugoslavenske proizvodnje a nastala je kao domaća inačica sovjetskog modela SKS. Od originala se razlikuje po dodatku za ispaljivanje tromblonskih mina, tromblonskom i noćnom nišanu te regulatoru barutnih plinova.
Poznata je i pod nazivom Papovka što proizlazi iz punog naziva Poluautomatska puška M.59.

## Povijest i način rada
Tijekom 1950-ih u Jugoslaviji je nastala ideja o razvoju poluautomatske puške nakon uvida u rad zarobljenih njemačkih pušaka Gewehr 41/43 i uočenih prednosti. U konačnici je doneseno rješenje o kupnji sovjetske licence za proizvodnju SKS-a. Tako je krajem 1959. odnosno početkom 1960. predstavljena nova puška Zastava M59 koja je zamijenila postojeći model M48 za potrebe JNA. Ondje je korištena sve do sredine 1970-ih kada je postepeno zamijenjena s M70, domaćim ekvivalentom AK-47 (ali je ostala u vojnoj rezervi).
Serijska proizvodnja puške započela je 1961. kada je proizvedeno svega stotinjak pušaka. Proizvodnja je zaustavljena sljedeće dvije godine dok je u razdoblju od 1964. do 1967. proizvedeno 52.069 pušaka. Mana puške je ta što joj cijev nije kromirana zbog čega je nakon gađanja potrebno obvezno čišćenje iste kako se ne bi nakupila hrđa.
Papovka radi po načelu pozajmnice barutnih plinova a bravi se padom bloka zatvarača u usjek ispred ležišta naboja. Za razliku od ostalih pušaka koje rade na načelu posudbe plinova, kod M59 klip u plinskom cilindru nije učvršćen za nosač zatvarača niti je potisnut oprugom. On slobodno putuje kroz plinski cilindar pa se pri naglom pomicanju puške čuje zvonjenje kad klip udara u prednji dio plinskog cilindra ili u potisni klip ispred nosača zatvarača.
Posljednja inačica puške bio je M59/66A1 s ugrađenim noćnim nišanom. Njegova proizvodnja trajala je svega 18 mjeseci jer ga je zamijenio M70. Ugradnjom optičkog ciljnika nastala je snajperska inačica.
Osim spomenutih tromblona, jugoslavenska inačica se od sovjetske razlikuje i po mjestu graviranja serijskih brojeva, bajuneti koja je kod papovke u finišu pljeskarena te priboru za čišćenje koji je proizveden od mjedi (SSSR je koristio čelik). Također, razlika je vidljiva i u odabiru vrste drveta u proizvodnji drvenih dijelova poput kundaka i prednjeg rukohvata.

## Korisnici

### Bivši korisnici
- Jugoslavija: standardno oružje JNA koje je kasnije zamijenjeno s automatskom puškom Zastava M70. Raspadom Jugoslavije i početkom ratova na tom prostoru, Papovku su koristile sve zaraćene strane.
- Angola: uzimajući u obzir političke procese koje je provodio Josip Broz Tito, SFRJ je mnogim zemljama trećeg svijeta isporučila veliku količinu vojne pomoći.[2] Među njima bio je i angolski pokret Movimento Popular de Libertação de Angola (MPLA) koji je koristio M59.[2]

## Vanjske poveznice
- PAP M59/66 (Oružje Online, Branko Bogdanović, 2021)
- JUGOSLAV ARMY WEAPONS